# الأثر البيئي للخزانات والسدود
الأثر البيئي للخزانات والسدود يتعرض لتدقيق متزايد أكثر من أي وقت مضى وذلك بسبب زيادة الطلب العالمي على المياه والطاقة عن طريق الزيادات في الخزانات التي منها يمكن توفير مياه الشرب وتوليد الطاقة الكهرومائية وأيضاً زيادة إمدادات المياه لأغراض الري أو من أجل الترفيه وتحسين جوانب معينة من البيئة.ومع ذلك فهناك آثار سلبية بيئية واجتماعية من إنشاء الخزانات. ومهما كانت مشاريع الخزانات مفيدة فهي في نهاية المطاف ضارة إلى البيئة والإنسان على حد سواء، وقد وقد تم مناقشة ذلك منذ مدة طويلة في 1960 وربما قبل ذلك.
في عام 1960 أثار بناء خزان لين سيلين [الإنجليزية] وفيضانات كيبيل سيلين [الإنجليزية] ضجة سياسية استمرت حتى يومنا هذا. وفي الآونة الأخيرة بسبب بناء سد الصين العظيم ومشاريع أخرى مماثلة في مختلف أنحاء آسيا وأفريقيا وأمريكا اللاتينية قد ولّدت نقاشات بيئية وسياسية كبيرة.

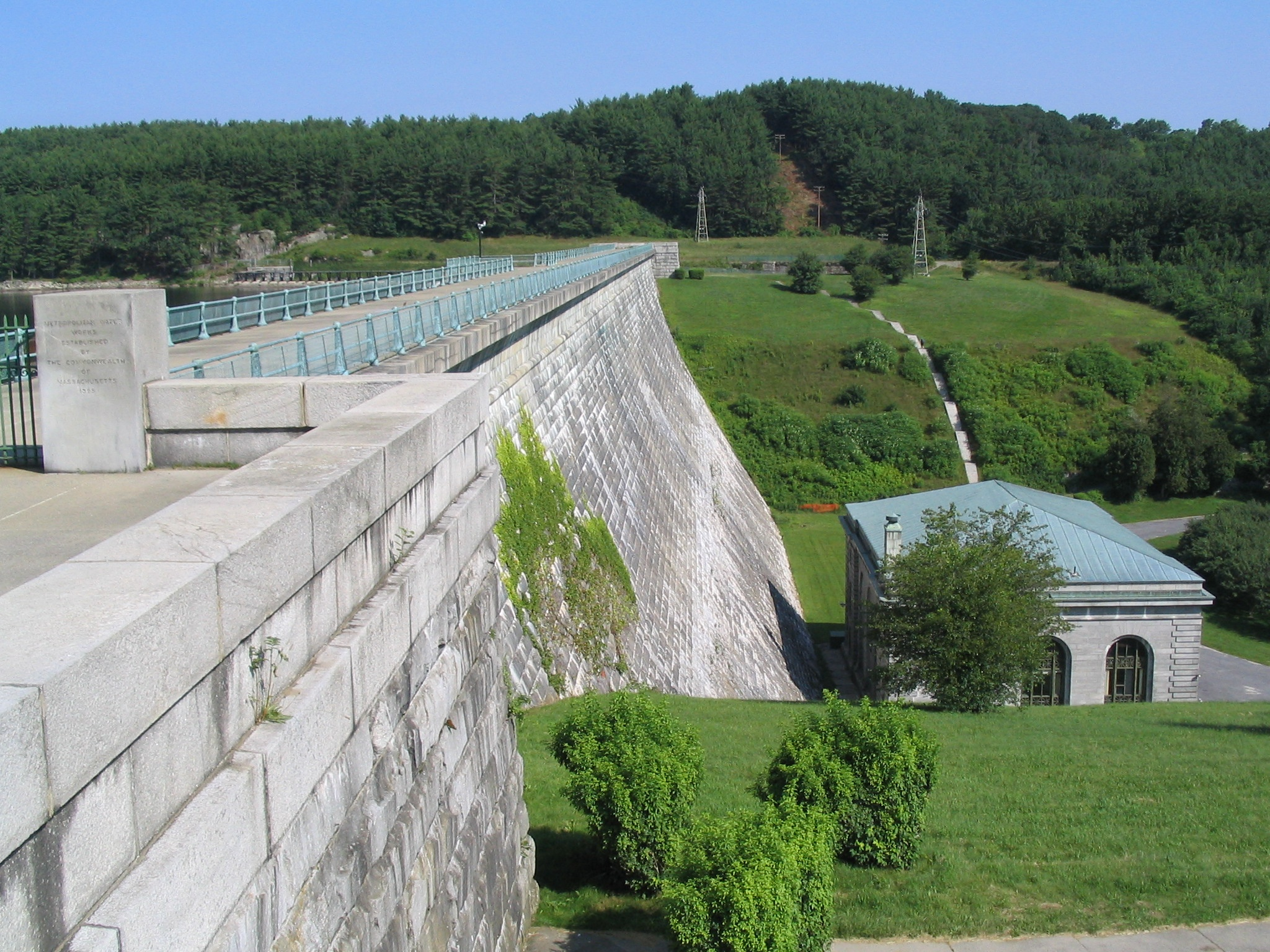
سد واخوسيت في كلينتون، ماساتشوستس.

## تأثيراته

### بناء الخزانات والسدود
كانت الفيضانات تُغرق المواطن الطبيعية التي كانت موجودة قبل بناء السدود، ولكن بعدما أُنشئت السدود غمرت المياه أكثر من 400,000 كم²من الأرض.
تتميز الخزانات التي تم إنشاؤها حديثاً باحتوائها على مساحة أكبر من مساحة سطح النهر، وبالتالي فإن تبخر أكثر مما كانت عليه في السابق وهذا يمكن أن يؤدي إلى خسارة تصل إلى عمق 2.1 متر سنوياً في بعض المناخات وفي نفس الوقت يمكن أن تسهم الخزانات أيضاً في انبعاثات غازات الإحتباس الحراري.
إن التعبئة الأولية من فيضانات الخزانات قائم على الأهمية النباتية في ذلك المكان، مما يؤدي إلى وفاة وتحلل النباتات والأشجار الغنية بالكربون، وبالتالي فإن تعفن المواد العضوية من هذه النباتات والأشجار يطلق كميات كبيرة من الكربون في الغلاف الجوي، وتستقر المواد النباتية المتحللة في قاع الخزان الغير مؤكسج الذي يحول المياه ليصبح مؤكسجاً فيطلق غاز الميثان المنحل.

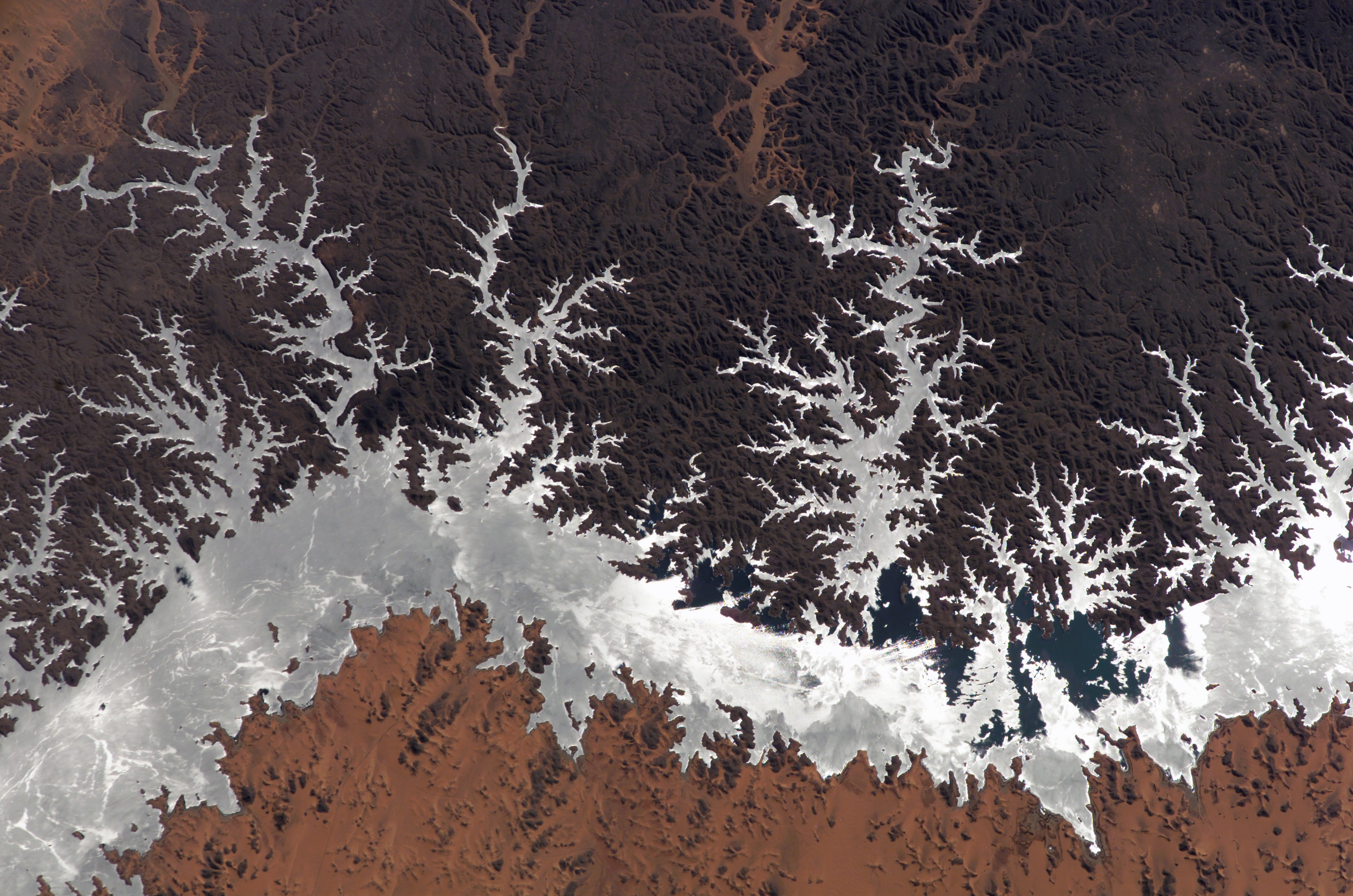
’’بحيرة ناصر خلف خزان أسوان بمصر تقدر مساحتهابـ5250 كم² وقد نزح إليها 60,000 شخص ’’

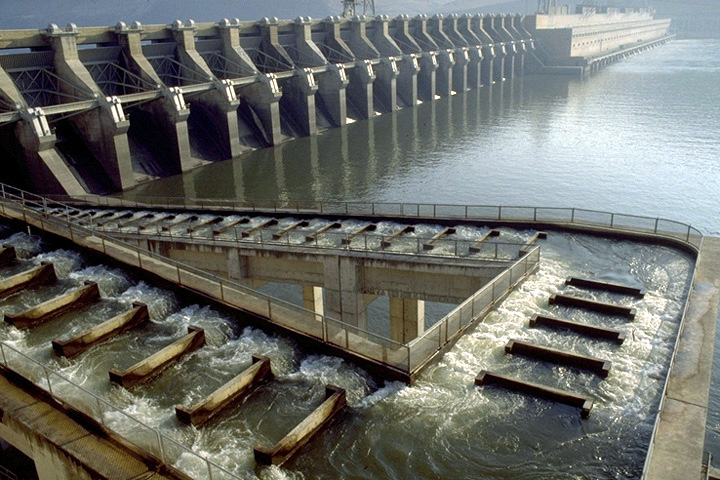
سد جون داي ولاية أوريغون، مقاطعة Klickitat، واشنطن الولايات المتحدة

### التجزئة للأنظمة الايكولوجية للنهر
السد هو بمثابة حاجز بين حركة المنبع والمصب لحيوانات النهر المهاجرة مثل سمك السلمون والسلمون المرقط
لأن وجود السدود والخزانات تمنع هجرة هذان النوعان من الأسماك إلى مناطق وضع البيض من أجل التكاثر وهذا يهدد بانخفاض أعدادها، وبسبب ذلك فقد بُذلت الجهود من أجل مساعدة الأسماك حتى تعبر هذا المنبع إلى أماكن أخرى لتضع بيضها فيه. وأحدث السدود الآن غالبا ما تشمل مصطنعة «الأسماك» أو «سلالم الأسماك».(كما في الصورة)، وقد بدأت بعض المجتمعات بنقل الأسماك المهاجرة من المنبع لتضع بيضها بسبب عدم قدرتهأعلى العبور وذلك عن طريق نقلها بـ «البارجة».
فإن انخفض عدد الأسماك في البيئة المحيطة بالسكان فهذا يعني انخفاض عددالسكان الذين يعتمدون على الأسماك في عيشهم، إلا إذا كان السمك قادراً على السباحة بأمان من خلال قنوات تصريف مياه السدود عندها يستطيع أن يتكاثر دون أية مشاكل.
تتسبب الفياضانات الدائمة في إغراق الأراضي الرطبة والغابات والموائل الأخرى المحيطة بها في النهر وهذا يؤدي للمزيد من اختلال النظام الإيكولوجي الذي يحدث على طول ضفاف النهر والمَصَب، فالمناطق المحيطة بضفاف النهر تتميز بكونها الأغنى في التنوع البيولوجي.

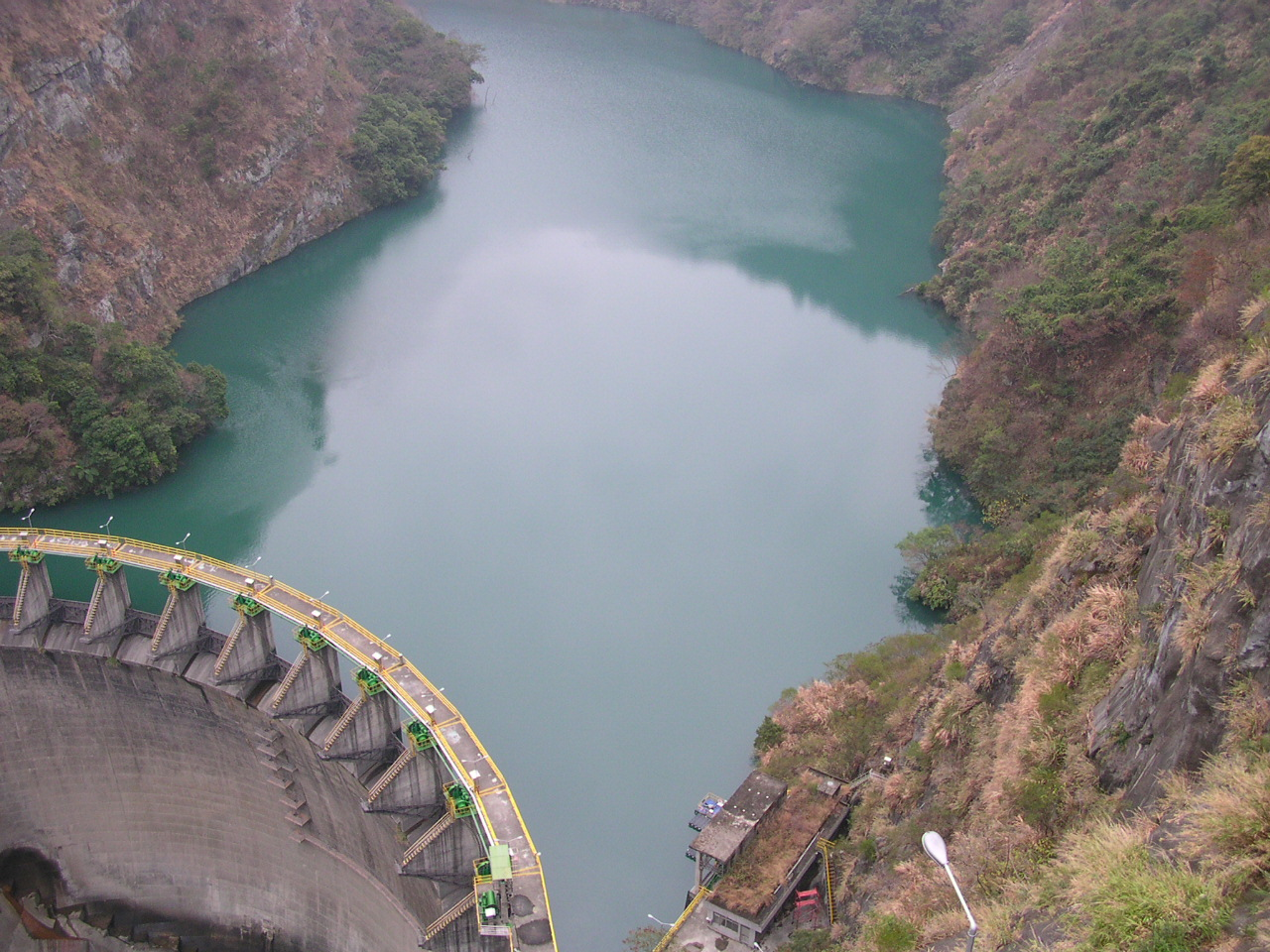
"جونغ هوا" سد على "نهر دا هان" في مقاطعة تاويوان، تايوان.

السدود تكبح الرواسب التي من شأنها أن تجدد النظم الإيكولوجية أسفل مجرى النهر طبيعياً وبسبب ذلك قد تنجو بعض الأنواع المستوطنة أو قد لاتنجو من التغيرات البيئية والأنواع الجديدة من المرجح أن تكون معتمدة على الموائل المتكيفة ومع ذلك فإن السدود قد غيرت النظام البيئي (الإيكولوجي)الرئيسي وجعلته يتكيف مع هذا التغير، ويتضح من بناء السدود والخزانات أنهم يُقللون من تنوع الحياة البرية إمّا للأفضل أو للأسوأ كما يؤدي أيضاً إلى فقدان الموائل للعديد من الكائنات الحية.

### خزانات الترسيب
تحمل الأنهار أربعة أنواع مختلفة من الرواسب إلى أسفل مجاري الأنهار التي تسمح بتشكيل ضفاف الأنهار مثل الدلتا، الطمي، ظاهرة الضفر النهري، البحيرات ذات الشكل الهلالي، الحواجز والشواطئ الساحلية. وبناء السدود يمنع تدفق هذه الرواسب إلى المصب مما يؤدي إلى تآكل مجرى النهر من هذه البيئة الترسيبية وتزداد الرواسب المتراكمة في الخزانات أو السدود.
يختلف معدل الترسيب بين كل سد ونهر وتضع الخزانات حداً لتخزين المياه نظراً لتبادل مساحة تخزين الرواسب. فتضاؤل نتائج سعة التخزين يؤدي إلى انخفاض القدرة على إنتاج الطاقة الكهرومائية مثل انخفاض توافر المياه اللازمة للري وإذا ما تُركت دون علاج فقد تؤدي في نهاية المطاف إلى خلل في السد وأيضاً في النهر.

## تأثير أسفل السد

### تآكل الأنهار والسواحل
على الرغم من أن السدود تؤدي إلى انخفاض مجرى المياه المحملة بالرواسب إلا أن أنهار السدود تحتاج هذه الرواسب، فبسبب الانخفاض الكبير في الترسيب فإن معدل التآكل يبقى ثابتاً تقريباً. إن تدفق المياه يتسبب في تآكل ساحل ومجرى النهر وهذا يهدد النظم البيئية الساحلية مثل زيادة عمق النهر وتضيقه مع مرور الزمن.انخفاض ذلك يكون خطراً على المياه الجوفية، ومستويات المياه وتجانس تدفق النهر لأنه يخفض تقلب النظام الإيكولوجي فينخفض الدعم للحياة البرية وكذلك كمية الرواسب. وهذا يؤدي إلى تآكل السواحل فتكون الشواطئ غير قادرة على تجديد ما تآكل منها بسبب الأمواج. إن تآكل قنوات الأنهار لها سلبيات إحداها أنه يمكن للقناة المتآكلة إنشاء مستوى مياه منخفض في المناطق المتضررة فتؤثر على المحاصيل مثل البرسيم والذرة وتقل إنتاجيتها.

## آثار ما وراء الخزّانات

### تأثيره على الإنسان
الأمراض :
قد تكون الخزانات مفيدة للبشر ولكنها ضارة في نفس الوقت وذلك لأن الخزانات يُمكن أن تصبح مرتعاً لناقلات الأمراض وخصوصاً في المناطق المدارية حيث أن البعوض (والذي هو من نواقل الملاريا) والقواقع (والتي هي ناقلات لمرض البلهارسيا) يمكن أن تستفيد من هذه المياه التي تتدفق ببطء..
إعادة التوطين:

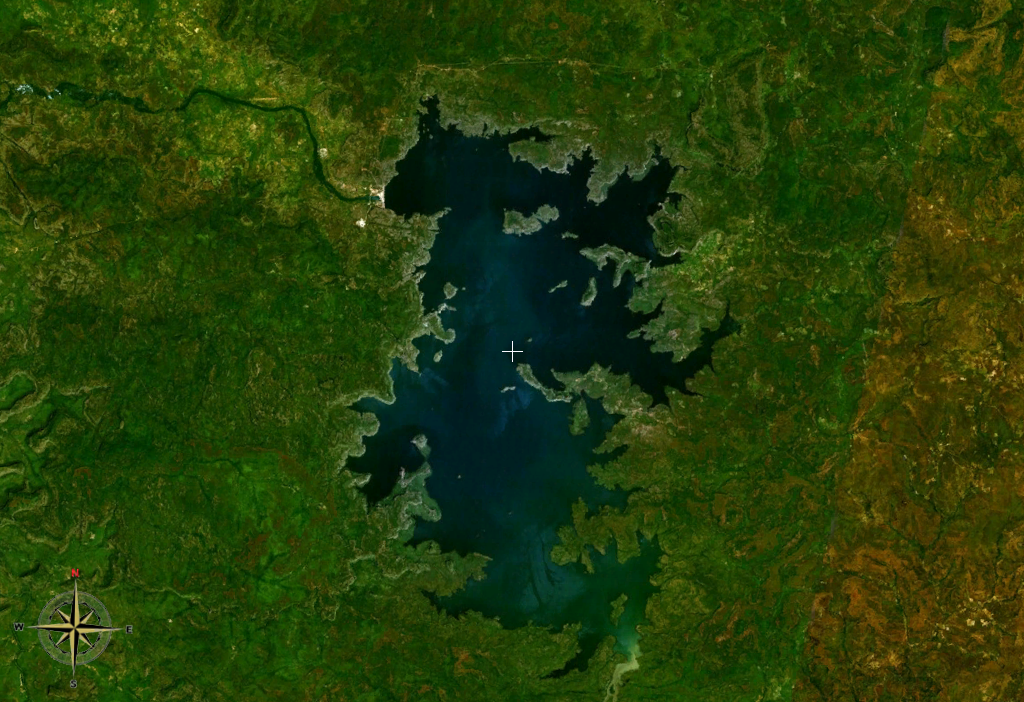
بحيرة ماناناتالي مساحتها 477 كم² وعدد النازحين 12،000 شخص.

بناء السدود وخزانات المياه يتطلب إعادة توطين المجموعات البشرية الكبيرة المحتملة خاصةَ إذا تم بنائها على مقربة من المناطق السكنية؛ وقد كان الرقم القياسي لأكبر عدد من السكان نُقلوا ينتمي إلى سد الصين العظيم في الصين.وهذا السد غمر مساحات كبيرة من الأرض مما أجبر أكثر من مليون شخص على الانتقال من ذلك المكان والسكن في مكان آخر. فالسد يؤثر على المجتمع من خلال ثلاث أشياء هي: الكارثة الاقتصادية، الصدمات النفسية البشرية والكارثة الاجتماعية 

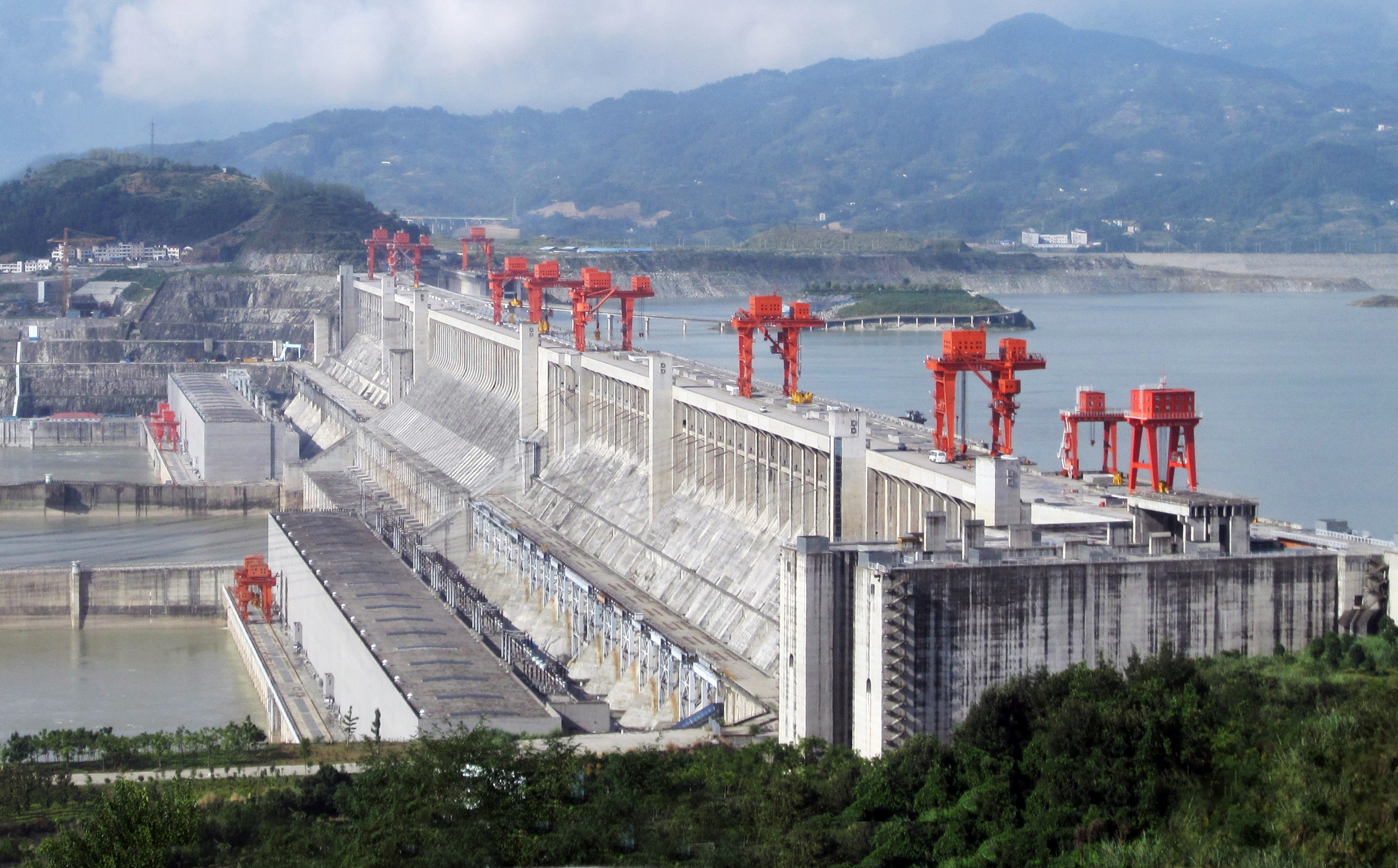
سد الخوانق الثلاثة(سد الصين العظيم) على نهر اليانغتسى, الصين.

### الآثار المترتبة على الفيضانات التي تعتمد عليها البيئة والزراعة
النظام البيئي للسافانا والغابات في السهول الفيضية في كثير من البلدان النامية يعتمد على الفيضانات الموسمية من الأنهار، والسدود تخفف من الفيضانات التي قد تؤثر على البيئة والزراعة فتستفيد الأرض من رطوبة التربة المتبقية من بعد الفيضانات.
دراسات هذه الحالة:

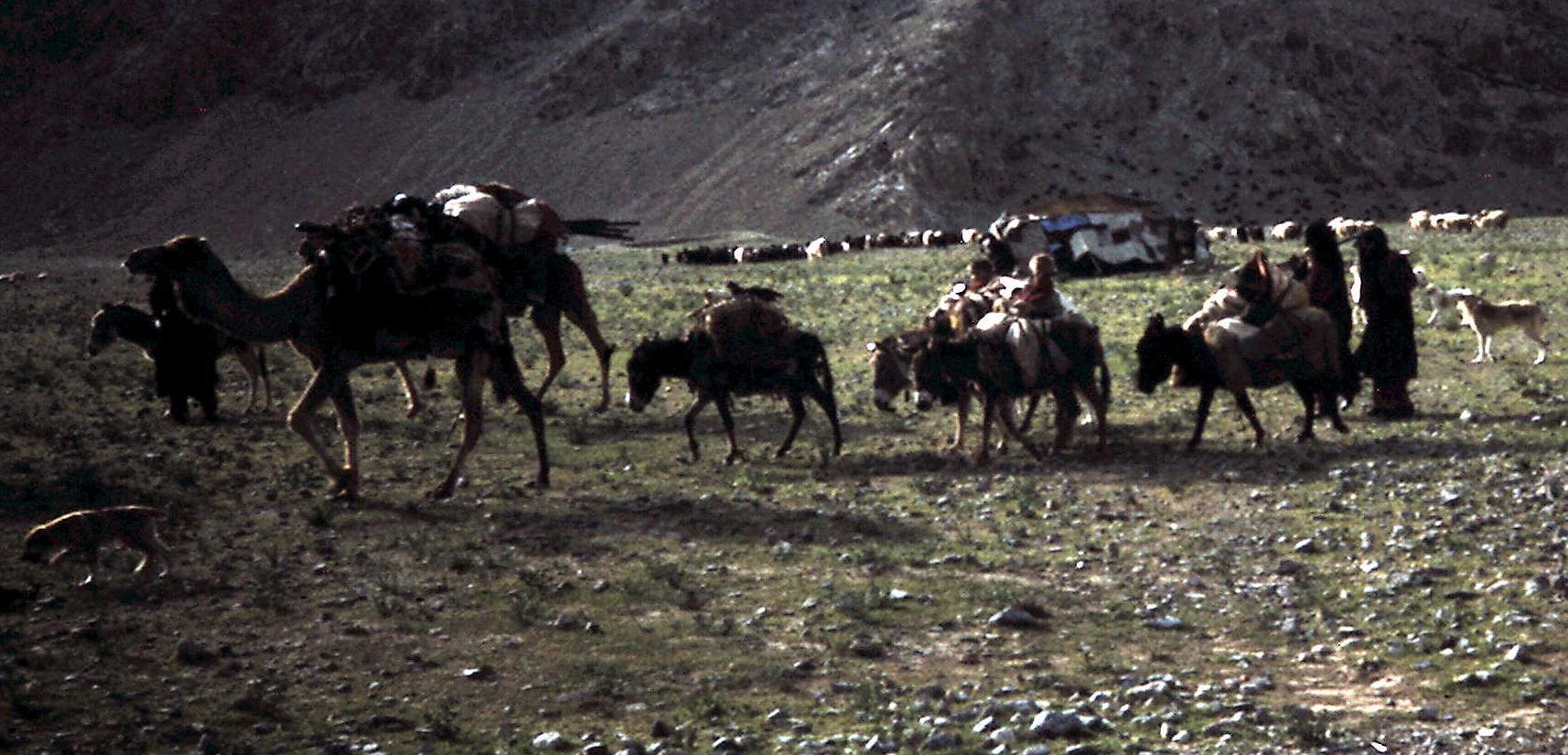
شح المياه عند الرعاة البدويون في بلوشستان بسبب بناء السد الجديد وتطورات الري

- خزان مانانتالي الذي تشكل من سد مانانتالي في مالي يتقاطع مع طرق الهجرة من الرعاة الرّحل وبسبب ذلك فقد دُمرت مساحة تقدر بـ 43000 هكتار من غابات السافانا مما أدى ذلك إلى تآكل التربة والرعي الجائر في مكان آخر. علاوة على ذلك فقد دمّر السد 120 كم² من الغابات واستنزف المياه الجوفية التي كانت تقمع دورة الفيضانات الموسمية وإتلاف الغابات التي كانت في إتجاة مجرى النهر أسفل السد.[12]
- في نيجيريا بعدما أُقفل سد كينجي فقدت من 50 إلى 70 في المائة من مساحة المصب من الفيضانات مما أدى ذلك إلى ركود الزراعة لديهم.[13]

### الآثار المترتبة على الأرض
قد تسهم الخزانات في حدوث تغيرات في مناخ الأرض. فخزانات المناخ الحار تولد غاز الميثان وهوأحد غازات الـ greenhouse عند الخزانات الطبقية، والتي هي أسفل طبقات الأكسجين (أي أنهم يفتقرون إلى الأوكسجين)، وهذا يؤدي إلى تدهور الكتلة الحيوية من خلال العمليات اللاهوائية..، في بعض الحالات حين تغمر المياه أحواض واسعة وحجم الكتلة الحيوية تكون مرتفعة فإنها تقوم بتحويله إلى غاز الميثان، وبالتالي فإن نتائج التلوث المحتملة 3.5 مرة أكثر من محطة لتوليد الطاقة التي تعمل بحرق النفط.